# Бишкінь (притока Деркулу)
Би́шкінь, Сухий Обиток — річка в Україні, права притока Деркулу. Басейн Сіверського Дінця. Довжина 26 км. Площа водозбірного басейну 474 км². Похил 1,3 м/км. Долина асиметрична, завширшки до 1 км. Річище шириною 3—4 м. Використовується на зрошення.
Бере початок біля с. Брусівка. Тече по території Біловодського району Луганської області. На річці споруджені шлюзи-регулятори. Найбільша ліва притока — Скородна.